# Molinchart
Molinchart – miejscowość i gmina we Francji, w regionie Hauts-de-France, w departamencie Aisne.
Według danych na styczeń 2014 roku gminę zamieszkiwały 332 osoby, a gęstość zaludnienia wynosiła 74,8 osób/km².